# Rifugio San Pietro
Das Rifugio Monte Calino – San Pietro oder nur Rifugio San Pietro (deutsch San Pietrohütte) ist eine Schutzhütte der Sektion Riva del Garda der Società degli Alpinisti Tridentini (SAT).

## Lage und Umgebung
Das Rifugio San Pietro liegt auf dem Monte Calino, auch als Monte San Pietro (1065 m s.l.m.) bezeichnet, im Gemeindegebiet von Tenno in der Provinz Trient auf 976 m s.l.m. direkt am Rande einer Felswand mit weitem Ausblick auf den nördlichen Gardasee und die umliegenden Berge. An die Schutzhütte grenzt unmittelbar eine kleine Kapelle an, die dem Heiligen Petrus (italienisch San Pietro) geweiht ist und Namensgeber der Hütte ist. Oberhalb des Rifugio San Pietro befindet sich die Hütte des aus Riva del Garda stammenden Mundart- und Heimatdichters Giacomo Floriani (1889–1968), der auch zu den Gründungsmitgliedern der SAT-Sektion Riva del Garda zählte.

## Geschichte
Die Schutzhütte des SAT befindet sich an einer Stelle, an der bereits im Mittelalter ein Sakralbau stand. Ende des 13. Jahrhunderts wurde zum ersten Mal eine sich hier befindliche Kapelle urkundlich erwähnt. Im Laufe der Zeit wurde das kleine Gotteshaus auf dem Monte Calino immer wieder umgebaut. Gepflegt und bewacht wurde sie von Eremiten, die neben der Kapelle einen Unterschlupf errichteten. Ende des 18. Jahrhunderts verfiel der Sakralbau langsam und mit der Säkularisation wurde die Kapelle geschlossen und nur noch als Unterstand für Mensch und Vieh genutzt. Nach der napoleonischen Epoche wurde die Kapelle neu geweiht und zum Teil restauriert. In der Folgezeit wurden nur noch sehr sporadisch Messen auf San Pietro abgehalten, ohne dass ein Eremit sich ständig hier aufhielt.
1930 erwarb die Sektion Riva des SAT die Einsiedelei und baute das an der Kapelle angrenzende Gebäude in eine Schutzhütte um, die 1931 eröffnet wurde. Zwischen 1995 und 1996 wurde das Rifugio vollständig renoviert und 1997 neu eröffnet.

## Zugänge
- Von Ville del Monte, 556 m ⊙ auf Weg 406 über die Weiler Canale und Case Bastiani (1 Stunde 30 Minuten)
- Von Gavazzo Nuova, 201 m ⊙ auf Weg 401 (2 Stunden 15 Minuten)
- Von der Malga Lomasona, 536 m ⊙ auf Weg 410 über die Sella Calino 966 m (2 Stunden)
- Vom Parkplatz Rifugio San Pietro, 960 m ⊙ auf Weg 406 (15 Minuten)

## Übergänge
- Zum Passo Balino, 736 m ⊙ auf Weg 406, 412, 432 in 4 Stunden
- Nach Favrio, 627 m ⊙ auf Weg 412, 433 in 4 Stunden 30 Minuten
- Nach S. Giovanni al Monte, 1061 m ⊙ auf Weg 603, 608 in 2 Stunden 45 Minuten